# Gorenja Žaga
Gorenja Žaga je naselje u slovenskoj Općini Kostelu. Gorenja Žaga se nalazi u pokrajini Dolenjskoj i statističkoj regiji Jugoistočnoj Sloveniji. 

## Stanovništvo
Prema popisu stanovništva iz 2002. godine naselje je imalo 12 stanovnika.